# Eugène Olaussen
 (janvier 2023).
Ansgar Eugène Olaussen, né le 27 décembre 1887 à Tønsberg et mort le 22 janvier 1962, est un rédacteur en chef de journal et homme politique norvégien. En tant qu'homme politique, il est d'abord membre de la Ligue des jeunes sociaux-démocrates de Norvège (Norges Socialdemokratiske Ungdomsforbund) et est notamment le rédacteur en chef de Klassekampen de 1911 à 1921. Membre du Parti travailliste, il est chef de comté, membre du conseil central et député. Il rejoint le Parti communiste en 1923. Quelques années après avoir terminé son unique mandat de député, il vire à l'extrême droite et s'associe au nazisme pendant la Seconde Guerre mondiale.

## Carrière dans le mouvement ouvrier
Fils d'Hannibal Olaussen (1848–1916) et de Bella Sophie Johansen (1852–1918), il naît à Tønsberg. Son père, immigrant de Tanum, en Suède, est relieur de profession, comme la sœur aînée d'Eugène, Anna Catharina. La famille vit plus tard à Moss. Eugène Olaussen s'installe ultérieurement à Hokksund.
Il commence sa carrière professionnelle comme ouvrier à l'âge de 13 ans, puis apprend après quelques années le métier de typographe. Il réalise son apprentissage dans des journaux comme Moss Avis et Jarlsberg. En 1907, il devient rédacteur en chef de Ung-Socialisten, et est membre du comité central de la Ligue des jeunes sociaux-démocrates de Norvège (Norges Socialdemokratiske Ungdomsforbund). De 1911 à 1921, il est rédacteur en chef de la publication de la Ligue, Klassekampen. Il engage Nikolay Bukharin et Karl Radek pour écrire dans le journal et fait connaissance avec Lénine.
À l'été 1913, il postule sans succès pour le poste de rédacteur en chef de Demokraten. Plus tard cet été-là, il est embauché comme rédacteur en chef de Haugesunds Folkeblad, mais continue à travailler pour Klassekampen à la demande du comité central de la Ligue des jeunes sociaux-démocrates.
En 1918, il fait partie de l'aile gauche qui prend le pouvoir au sein Parti travailliste norvégien. Il devient membre du comité central du parti et, en 1920, chef de comté. En 1921, la Ligue des jeunes sociaux-démocrates de Norvège devient la Ligue des jeunes communistes de Norvège (Norges Kommunistiske Ungdomsforbund), lorsque les sociaux-démocrates se séparent du Parti travailliste. La même année, Olaussen est élu au Storting. En 1923, les communistes se séparent du Parti travailliste pour former le Parti communiste, et la Ligue des jeunes communistes suit. Il quitte alors le comité central du Parti travailliste et sa fonction de chef de comté au sein de ce même parti. Il reste membre du comité central de la Ligue des jeunes communistes jusqu'en 1924.
En 1923, il écrit le livre d'histoire de propagande Den røde ungdom i kamp og seier. Norges kommunistiske ungdomsforbund gjennem 20 aar avec Arvid G. Hansen et Aksel Zachariassen. De 1924 à 1925, il est rédacteur en chef du magazine communiste Proletaren. Il est licencié pour s'être opposé à une semi-union avec le Parti travailliste (environ deux mois après le licenciement du rédacteur en chef d'Arbeidet pour avoir soutenu une telle union). Il est également emprisonné pendant 120 jours pour agitation antimilitariste. Il a aussi traduit de la poésie française et publie I det grønne et le roman Det røde slips en 1926.

## Passage à l'extrême droite
Olaussen est déjà passé de l'antimilitarisme au soutien d'une révolution violente lorsqu'il passe de l'extrême gauche à l'extrême droite en 1927. Il quitte le Parti communiste cette année-là pour rejoindre, contrairement à beaucoup d'autres qui adhèrent alors au Parti travailliste, la Ligue de la Patrie en 1928 et plus tard le Parti conservateur. À partir de 1927, il écrit pour le journal Tidens Tegn. Pendant l'occupation de la Norvège par l'Allemagne nazie, il se voit refuser l'adhésion au parti fasciste Nasjonal Samling. Néanmoins, il contribue beaucoup aux publications nazies du parti.

## Après-guerre
Olaussen écrit ses mémoires, Fra Kreml til Youngstorget. Du fait de la fin de la guerre, ces écrits, déjà imprimés, ne sont cependant pas tolérés et le livre n'est pas publié. En 1947, Olaussen, dans le cadre de la purge judiciaire en Norvège après la Seconde Guerre mondiale, est condamné pour collaboration avec le nazisme à deux ans et demi de prison. Il meurt en janvier 1962.